# Столичний ляльковий театр (Софія)
Столичний ляльковий театр (болг. Столичен куклен театър) — ляльковий театр у столиці Болгарії місті Софії.

## Загальна інформація
Софійський столичний ляльковий театр міститься за адресою:
вул. Генерала Гурко, буд. 14, м. Софія-1000 (Болгарія).
Театр також має другу сцену — за адресою:
бул. Янко Сакзова, буд. 19, м. Софія (Болгарія).
Нині директором закладу є Кирякос Методіос Аргіропулос (Кирякос Методиос Аргиропулос). 

## З історії та сьогодення театру
Ляльковий театр у Софії був заснований у 1946 році Маром Пенковим на власні кошти, і оскільки це був перший стаціонарний театр у сучасній Болгарії, він відразу ж прикував увагу широкого загалу. 
За декілька років заклад отримав державний статус і відповідно фінансування, ставши першим державним професіональним театром у Болгарії.
Першим міжнародним успіхом колективу Софійського лялькового став приз на фестивалі театрів ляльок у Бухаресті (Румунія) в 1958 році.
У 1960-ті роки відбувалось творче піднесення Столичного лялькового театру. Са́ме тоді поставлені головні знакові вистави театру, що стали золоим фондом колективу й були відповідно оцінені у всьому світі — від Куби, США і Канади до країн Європи і Японії. Серед цих спектаклів, у першу чергу, дитячі «Крали Марко» (1967) і «Пинокио» (1968).
Від 2002 року на посаді директора театру Кирякос Аргіропулос.

## З репертуару
Дотепер Софійський Столичний ляльковий театр поставив на своїх сценах близько 300 назв спектаклів.
У чинному репертуарі театру близько 20 вистав (на місяць), серед яких як обробки болгарського фольклору, так і постановки світових дитячих казок-бестселерів («Пітер Пен», «Гензель і Гретель», «Снігова королева», «Алладін і чарівна лампа») тощо.
Софійські лялькарі час від часу готують спектаклі, розраховані на дорослого глядача, — це інтерпретації світової класики «Мизантроп» (1968), «Декамерон» (1972), «Бурята» (1987) і «Макбет» (1996), а також культові «Съкровището на Силвестър» і «Рагаца».